# Norrmalms kommunala flickskola
Norrmalms kommunala flickskola var en flickskola i på Johannesgatan 18 på Norrmalm i Stockholm.
Skolan bildades i Stockholm 1939 genom kommunalisering och sammanslagning av de privata flickskolorna Annaskolan-Detthowska skolan på Eriksbergsgatan, Ateneum för flickor på Sveavägen och Brummerska skolan. Brummerska skolans byggnad på Johannesgatan blev huvudskola, och till en början fortsatte undervisningen på de gamla skolorna. I och med att skolan byggs om 1942–1943, flyttades avdelningen från Sveavägen till Johannesgatan. 1960 lämnade man lokalerna på Eriksbergsgatan. Flickskolan upphörde 1968 efter att undervisningen det sista läsåret varit förlagd till Vasastadens kommunala flickskola.
Skolbyggnaden vid Johannesgatan 18 uppfördes 1896-97 (arkitekt Sam Kjellberg), men genomgick 1948 en kraftig ombyggnad enligt arkitekt Paul Hedqvists ritningar.År 1967 flyttade Stockholm International School (SIS) in a byggnaden och huset används som skola än idag. 